# Iñigo Ruiz de Galarreta
Iñigo Ruiz de Galarreta Etxeberria, plus connu comme Ruiz de Galarreta, né le 6 août 1993 à Saint-Sébastien (Pays basque, Espagne), est un footballeur espagnol qui évolue au poste de milieu de terrain à l'Athletic Club.

## Biographie
Ruiz de Galarreta se forme dans les catégories inférieures de l'Athletic Bilbao. En 2010, il remporte la Coupe d'Espagne junior. Entre 2011 et 2013, il alterne entre l'équipe réserve et l'équipe première. Il débute en équipe première le 14 décembre 2011 lors d'un match de Ligue Europa face au Paris Saint-Germain au Parc des Princes.
Il commence la saison 2012-2013 au sein de l'équipe première de l'Athletic, mais une grave blessure l'empêche de s'imposer. Il dispute cette saison-là avec l'Athletic trois matchs en Liga et cinq en Ligue Europa.
Lors de la saison 2013-2014, il est prêté au CD Mirandés qui joue en deuxième division. En novembre 2013, il se blesse gravement aux ligaments du genou droit et reste indisponible pour le reste de la saison. 
Lors de la saison 2014-2015, il est prêté au Real Saragosse en D2. Il est titulaire pendant toute la saison (41 matchs joués) mais il est souvent remplacé en cours de deuxième mi-temps.
La saison suivante, il est prêté au CD Leganés (D2) qui obtient la promotion en D1 au terme de la saison.
En juin 2016, il est libéré de son contrat avec l'Athletic Bilbao et signe avec le CD Numancia (D2). Il est désigné meilleur joueur de Numancia lors de cette saison.
En juillet 2017, il rejoint le FC Barcelone B (D2). Le 16 mai 2018, il débute en équipe première lors d'un match amical en Afrique du Sud face au Mamelodi Sundowns.
En août 2018, il est transféré à l'UD Las Palmas.

## Palmarès
- Athletic Bilbao
  - Vainqueur de la Coupe d'Espagne : 2024